# Maud Doria Haviland
Pour les articles homonymes, voir Haviland (homonymie).
Maud Doria Haviland, de son nom de mariage Harold Hulme Brindley (1889-1941) est une ornithologue anglaise.

## Biographie
Maud Doria Haviland est né à Tamworth, Warwickshire et est décédée à Cambridge. Elle épouse Harold Hulme Brindley, membre du St John's College de Cambridge, en 1922.

## Travaux
Elle est l'auteur du livre A summer on the Yenesei où elle raconte l'expérience d'une expédition sur la rivière Ienisseï, en Sibérie jusqu'à la mer de Kara en 1914. Ce livre est inspiré du chemin parcouru par Henry Seebohm en 1877 tel que décrit dans son « Siberia in Asia » puis par H. Leyborne Popham en 1895.
Pendant ce voyage, elle écrit ses impressions sur la nature et les oiseaux, accompagnée de l'anthropologue polonaise Maria Antonina Czaplicka, de la peintre Dora Curtis (en) et de l'anthropologue Henry Usher Hall (en) du muséum de l'université de Pennsylvanie.
Les références bibliographiques les plus complètes à son sujet ont été rédigées par T.S. Palmer (trésorier de l'American Ornithological Society). Maud Haviland fut un membre actif de cette association dès 1920.